# Conophytum calculus
Conophytum calculus är en isörtsväxtart. Conophytum calculus ingår i släktet Conophytum, och familjen isörtsväxter.

## Underarter
Arten delas in i följande underarter:
- C. c. calculus
- C. c. vanzylii

## Bildgalleri

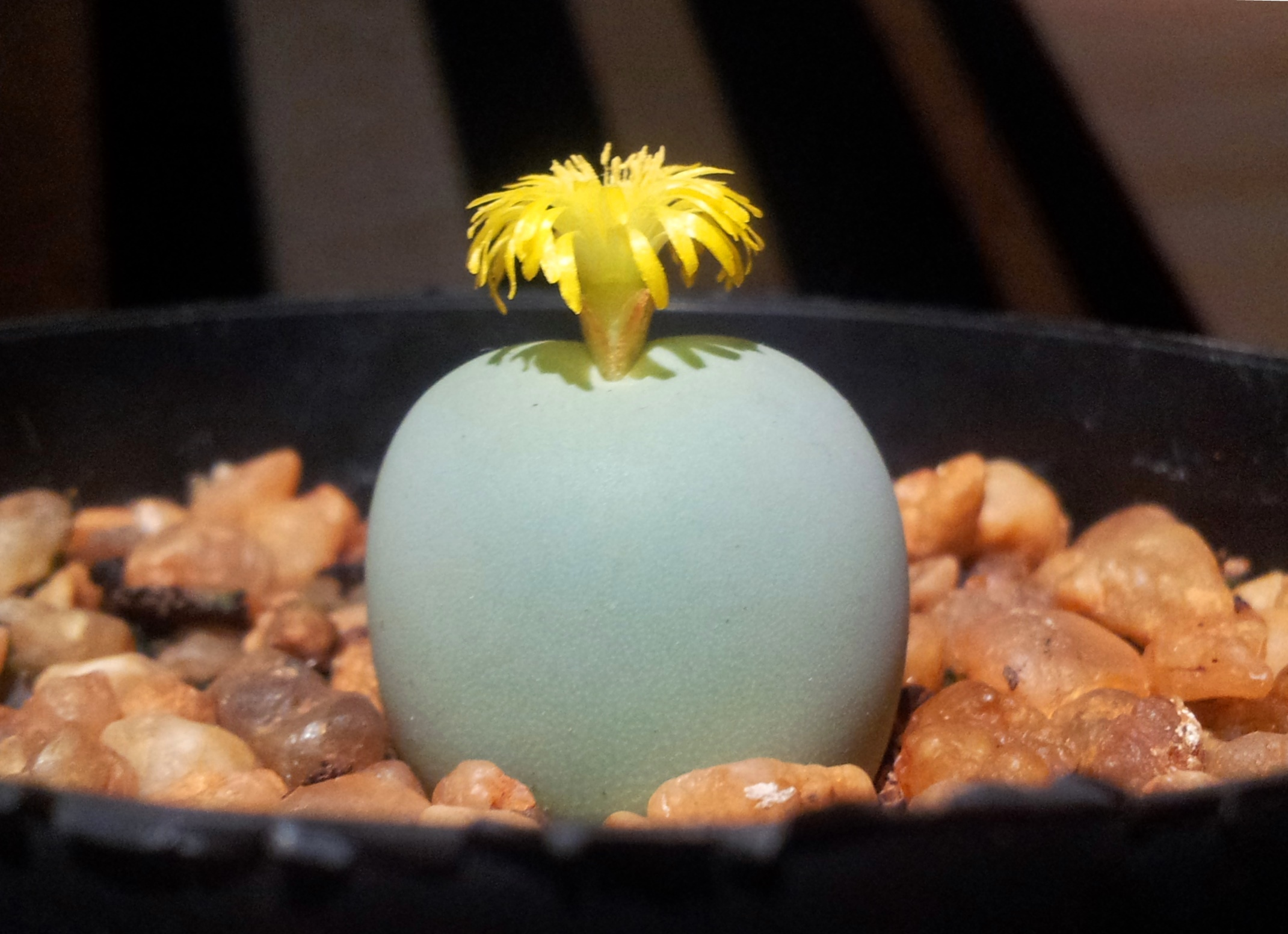
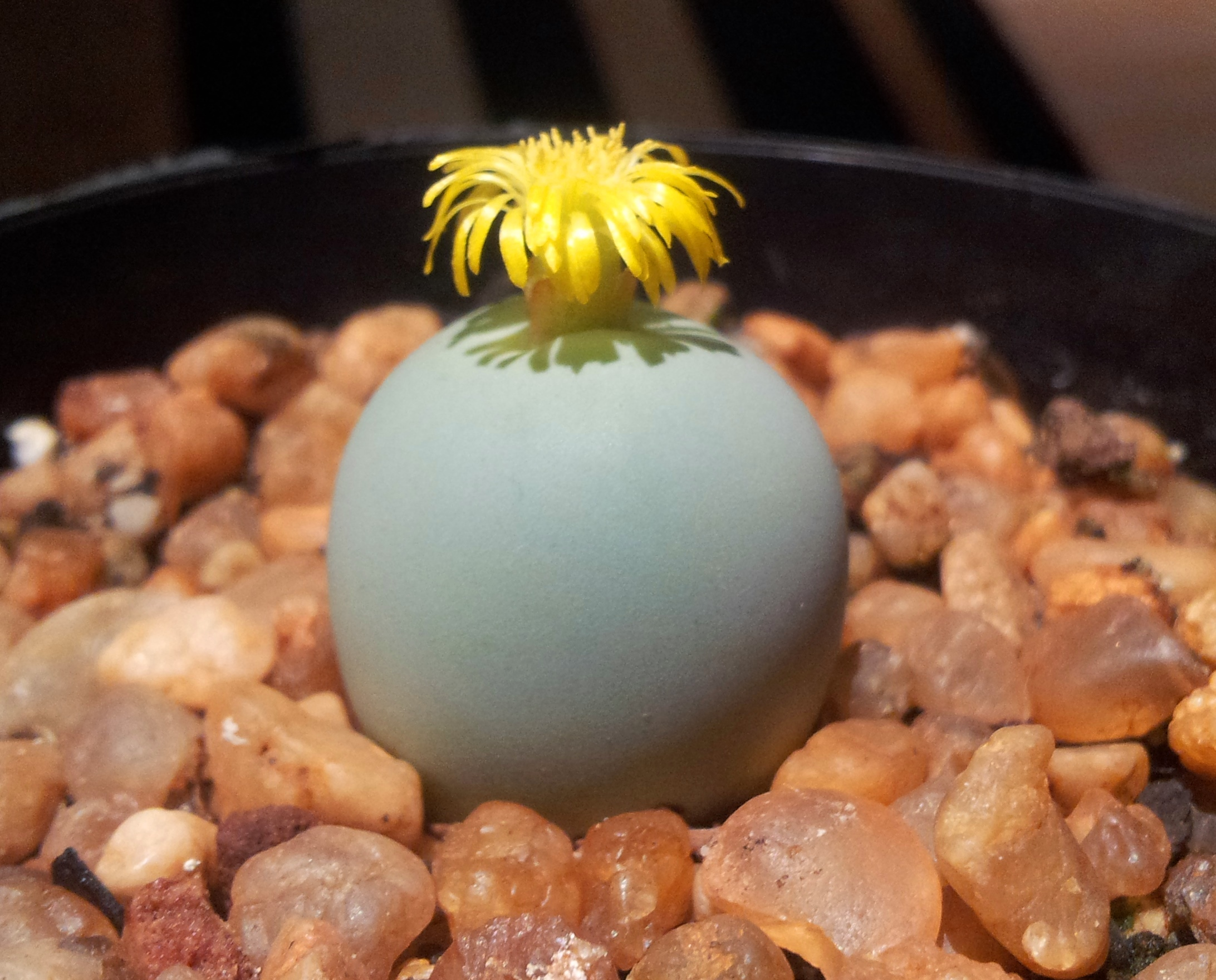
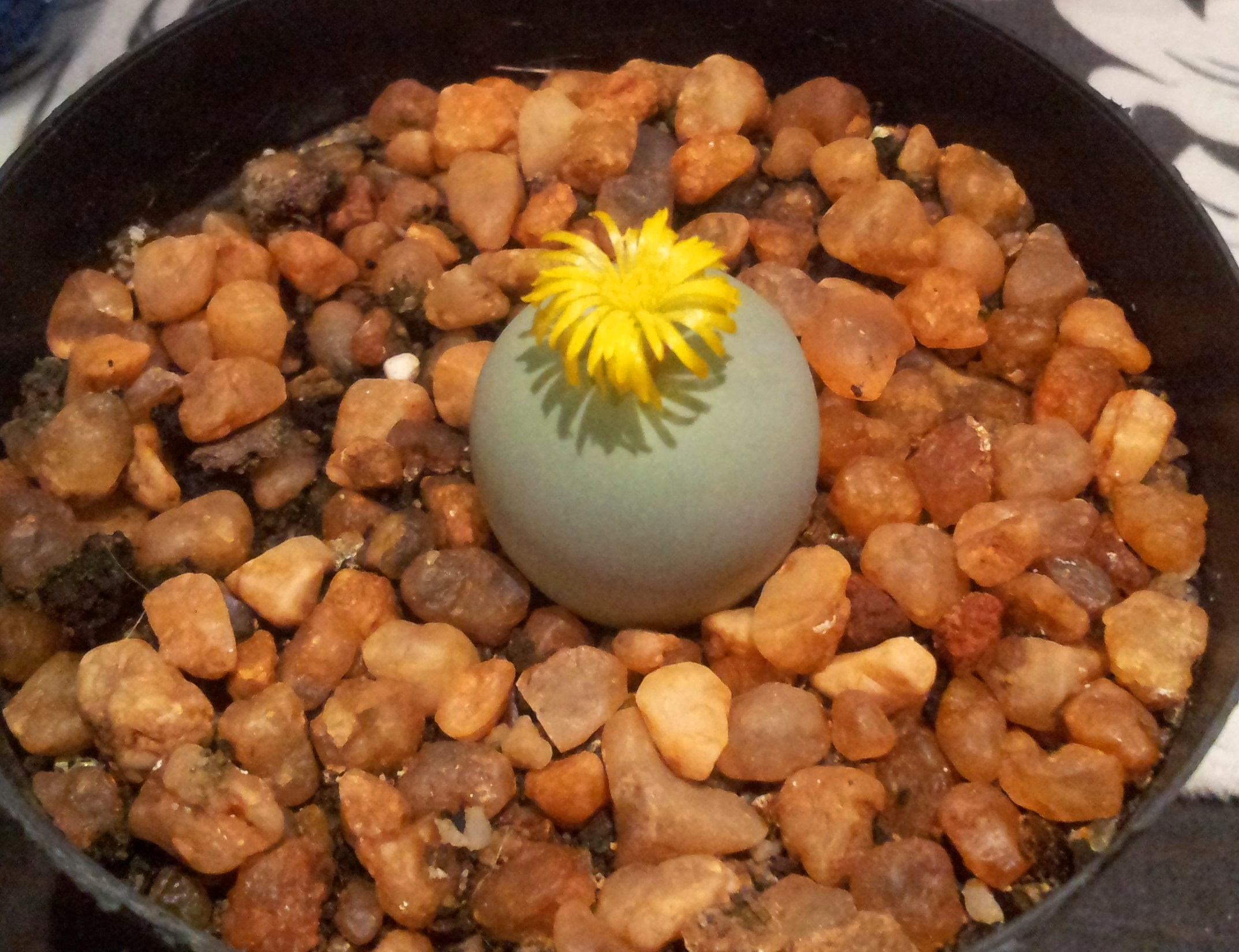
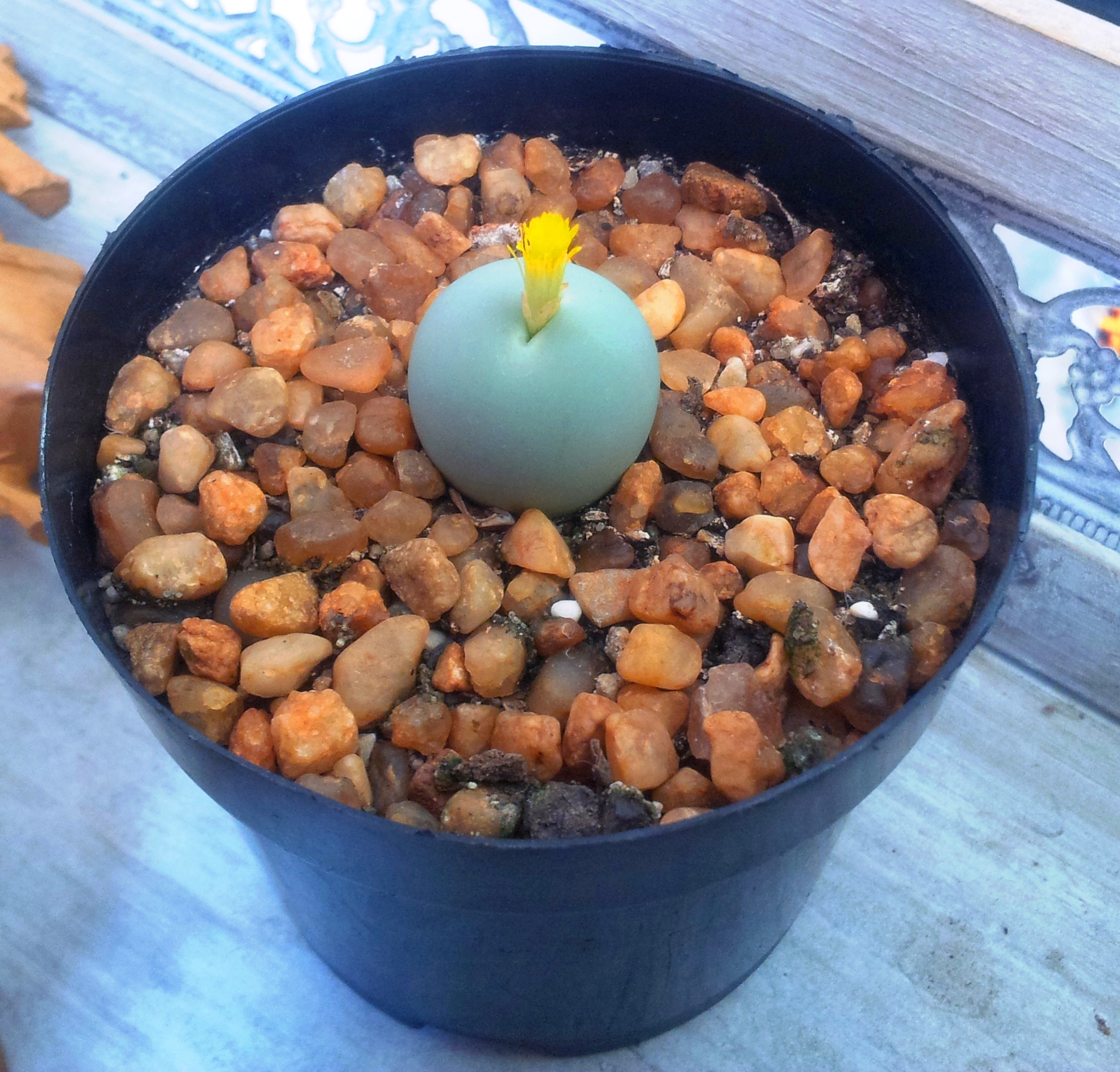
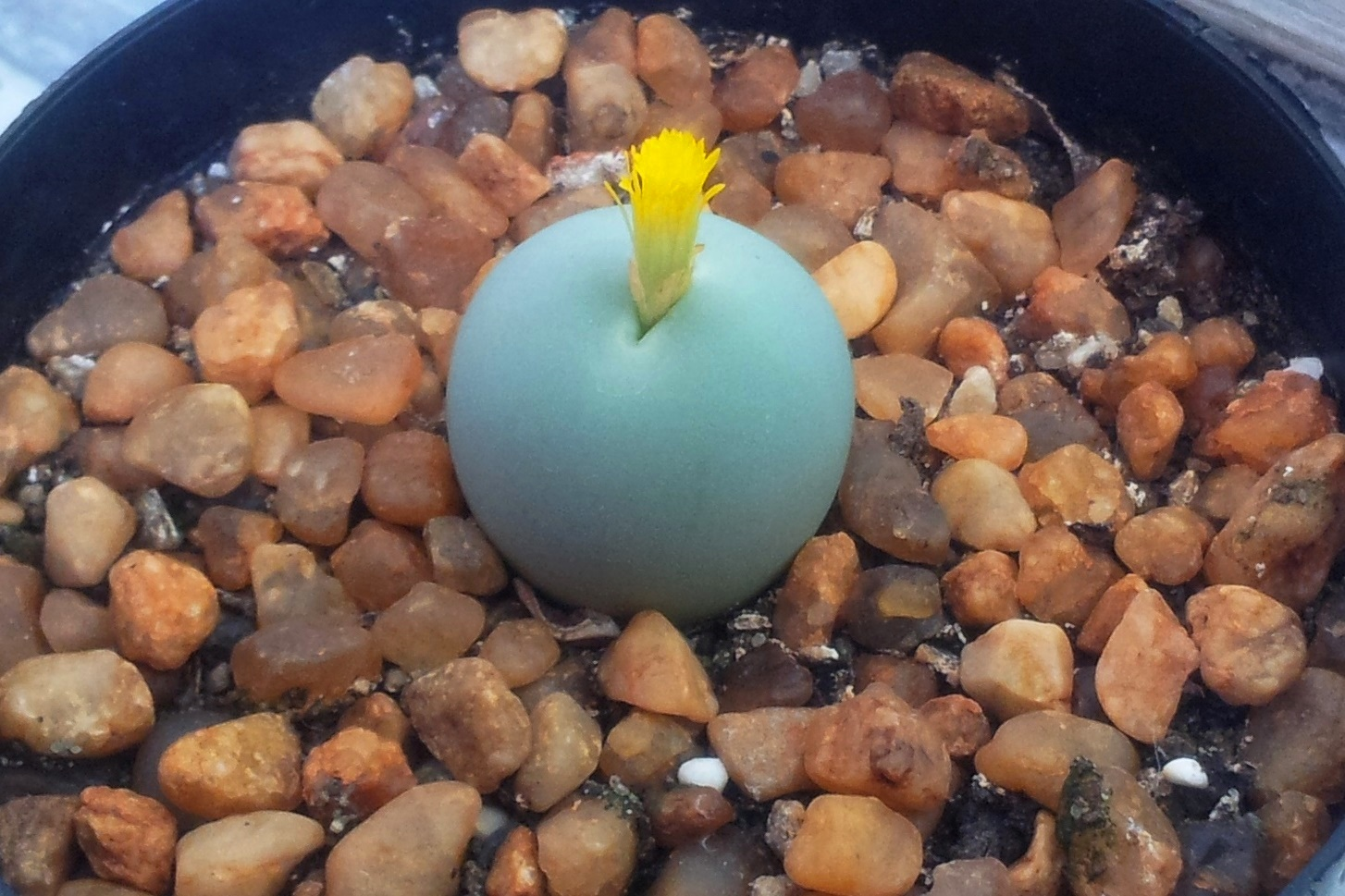
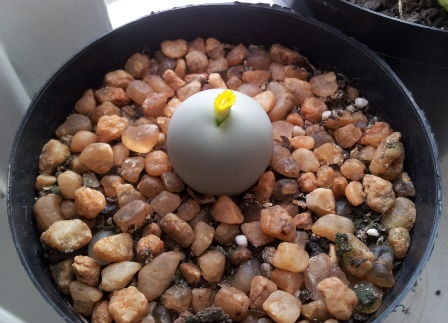